# Прійт Пярн
Прійт Пярн (ест. Priit Pärn, 26 серпня 1946, Таллінн, Естонія) — естонський художник,кінорежисер і сценарист, працює в  анімаційному кіно.

## Біографія
Закінчив  біологічний факультет Тартуського державного університету (1970). Працював молодшим науковим співробітником в  Талліннському ботанічному саду, художником і режисером на кіностудії Таллінфільм, з 1994 року - режисер кіностудії Eesti Joonisfilm.
З 1994 року викладає в Художній академії Турку.

## Творчість
Фільми Пярна відрізняються схильністю до гротеску і чорного гумору.

## Фільмографія
- 1977 - Кругла земля
- 1978 - Зелене ведмежа (спеціальна премія МКФ у  Варні;
- 1980 - Деякі вправи для самостійного життя
- 1982 - Трикутник
- 1984 - Time out - перша премія на Міжнародному фестивалі анімаційного кіно в Ешпінью
- 1987 - Сніданок на траві - премія  - премія за кращий мультфільм на МКФ в Мельбурні, Головна премія Загребського міжнародного фестивалю анімаційного кіно, головна премія на міжнародному фестивалі короткометражних фільмів у Тампере)
- 1988 - Йдучи, вимкни світло
- 1991 - Готель "Е"
- 1995 - 1895 (Естонія / Фінляндія / Велика Британія, разом з Ж. Полдма; премія Міжнародного фестивалю анімаційного кіно в  Оттаві, премія Асоціації кінокритиків на Загребському міжнародному фестивалі анімаційного кіно)
- 1995 - Деліссо (Естонія)
- 1996 - Абсолют Пярн (Естонія)
- 1997 - Free action (Естонія)
- 1998 - Ніч морквин (Естонія, Срібний голуб Лейпцигського КФ, Велика премія Міжнародного фестивалю анімаційного кіно в Оттаві)
- 1999 - Remix (Естонія)
- 2002 - Франк і Венді (Естонія разом з Ю. Пікковим)
- 2003 - Карл і Мерилін (Естонія / Фінляндія), спеціальна премія журі на Загребському міжнародному фестивалі анімаційного кіно)
- 2008 - Життя без Габріелли Феррі
- 2010 - Divers In The Rain (разом з Ольгою Пярн)

## Виставки
Виставки графіки Прійта Пярна багаторазово проходили в Естонії, Фінляндії,  Німеччині,  Норвегії,  Данії,  Ісландії,  Бельгії ,  Франції,  Швейцарії,  Голландії.

## Визнання
Премія АСІФА за життєві досягнення (2002).

## Нагороди
- 1999 Орден Білої зірки 3-го класу